# Paragalago cocos
Paragalago cocos is een zoogdier uit de familie van de galago's (Galagidae). De wetenschappelijke naam van de soort werd voor het eerst geldig gepubliceerd door Edmund Heller in 1912.

## Voorkomen
De soort komt voor in Kenia, Somalië en Tanzania.